# جو غالاردو
جو غالاردو (بالإنجليزية: Joe Gallardo)‏ هو عازف بيانو وملحن أمريكي، ولد في 22 سبتمبر 1939 في كوربوس كريستي في الولايات المتحدة.

## وصلات خارجية
- جو غالاردو على موقع ميوزك برينز (الإنجليزية)
- جو غالاردو على موقع أول ميوزيك (الإنجليزية)
- جو غالاردو على موقع ديسكوغز (الإنجليزية)